# Rio Novo nationalpark
Rio Novo nationalpark är en nationalpark i Brasilien. Den ligger i kommunen Itaituba och delstaten Pará, i den centrala delen av landet, 1 300 km nordväst om huvudstaden Brasília.
I omgivningarna runt Rio Novo nationalpark växer i huvudsak städsegrön lövskog. Trakten runt Rio Novo nationalpark är nära nog obefolkad, med mindre än två invånare per kvadratkilometer. Tropiskt monsunklimat råder i trakten. Årsmedeltemperaturen i trakten är 23 °C. Den varmaste månaden är juli, då medeltemperaturen är 24 °C, och den kallaste är januari, med 21 °C. Genomsnittlig årsnederbörd är 3 080 millimeter. Den regnigaste månaden är februari, med i genomsnitt 511 mm nederbörd, och den torraste är juli, med 7 mm nederbörd.